# Barrage de Yarseli
Le barrage de Yarseli est un barrage de Turquie.

## Sources
- (en) www.dsi.gov.tr/tricold/yarseli.htm Site de l'agence gouvernementale turque des travaux hydrauliques